# ألفيرين
ألفيرين دواء يستخدم لاضطرابات الجهاز الهضمي الوظيفية. الألفيرين مرخي للعضلات الملساء التي هي نوع من العضلات التي لا تخضع للتحكم الإرادي.

## التأثيرات الضارة
تشمل الآثار الجانبية للألفيرين:
- صعوبات في التنفس أو ضيق في التنفس أو صفير أو تورم في الوجه أو أجزاء أخرى من الجسم
- اصفرار بياض العين والجلد نتيجة للتهاب الكبد
- الشعور بالغثيان
- صداع
- رد فعل تحسسي طفيف (طفح جلدي/حكة)

أفيد أيضًا أن الألفيرين قد يسبب التهاب الكبد السام.

## الزمرة
مضاد تشنج

## الخواص
أفيرين مضاد تشنج من نمط البابافيرين وكونه لا يملك مفعول أتروبيني فيمكن استخدامه في حالات الغلوكوما وفرط تنسج البروستات (ضخامة البروستات).

## الاستطباب
يستخدم للمعالجة العرضية للألم المرتبط بالاضطراب الوظيفي في الأنبوب الهضصمي والطرق الصفراوية.
ويستخدم لأجل معالجة مظاهر الألم والتشنج في منطقة الكرة المثانية والمنطقة التناسلية كما في آلام عسرة الطمث وآلام الولادة والكولنج الكلوي آلام المجاري البولية وحالات التهديد بالإسقاط وعسرات الولادة الديناميكية.

## تحذيرات الاستعمال
بالنسبة للأمبول: يجب أن يتم الحقن ببطء شديد سواء بالعضل أو بالوريد وفي مدة زمنية تتراوح (3-5دقائق)، لأنه يمكن أن تسبب حالة الحقن السريع وبشكل عارض الإحساس بالترنح أوالحرارة.

## الاستخدام في الحمل
التجارب السريرية على الحيوانات لم تدل على حدوث أي تأثير مطفر أو تأثير سُمّي على الجنين.
وبالنسبة للإنسان لم يُسجل أي تأثير سلبي حتى اليوم.

## الاستخدام عند المرضعات
لا يوجد دراسة كافية عن أمان استخدامه عند المرضعات.

## الجرعة والاستعمال
عند البالغين
- الأمبول: يُعطى من 1-2 أمبولة إما عضلياً أو وريدياً ويمكن إعادة الحقن من مرتين إلى ثلاث مرات في الساعات التالية عند الضرورة.
- الأقراص: وسطياً يمكن استخدام ما بين 3-9 أقراص يومياً.
- التحاميل: الجرعة الاعتيادية ما بين 2-3 تحاميل خلال اليوم.